# 山下和美
山下 和美（やました かずみ、1959年8月15日 - ）は、日本の漫画家。北海道小樽市出身。女性。神奈川県立希望ヶ丘高等学校卒業。横浜国立大学教育学部中退。

## 経歴
1980年、『週刊マーガレット』（集英社）でデビュー。当初は少女漫画誌で活動していたが、その後は青年漫画誌である『モーニング』（講談社）に活動の場を移して人気を博す。代表作に、大学教授の父親・古瀬大六を主人公のモデルとした『天才柳沢教授の生活』、マーク・トウェインの同名の小説から着想を得た『不思議な少年』など。2003年、『天才柳沢教授の生活』で第27回（平成15年度）講談社漫画賞一般部門を受賞。
2011年時点、『モーニング』と『モーニング・ツー』以外では、『YOU』（集英社）で『寿町美女御殿』を経て、『数寄です!』を掲載している。
2021年3月より画業40周年を記念して「山下和美 画業40周年記念原画展」開催。
2021年4月、『ランド』で第25回手塚治虫文化賞マンガ大賞を受賞。

## 逸話
- 学生時代からロックが大好きで、学生時代はディープ・パープルやレインボー、特にリッチー・ブラックモアのファンである事を音楽評論家の酒井康との対談（酒井康著『虹色の音詞II』より）で明かしており、ライブアルバムにもなったレインボーの初来日公演（日本武道館）も見に行っている。それ以外ではジェスロ・タルや矢沢永吉のファンであり、基本的にジャンルは問わないとのことだが、イアン・ギランがラップに挑戦したことだけは許せなかったという。
- 『天才柳沢教授の生活』の柳沢家と同じく4人姉妹であり末っ子。上の姉2人も一時期漫画家として活動しており、漫画の技術は2人の姉を見て自然に身についたという。
- オナニーマシーンのギタリストであるオノチンは山下のアシスタントでもある。
- 『週刊マーガレット』時代、新連載の準備中に脳梗塞で入院。後遺症で現在も視野の右側が見えないという[7]。
- 東京都世田谷区豪徳寺の洋館（旧尾崎行雄邸）保存運動を近隣住民らと2020年に始め、同業だが付き合いがなかった笹生那実・新田たつお夫妻の協力を得て実現させた。経緯を描いた漫画「世田谷イチの洋館の家主になる」を2021年より『グランドジャンプ』にて連載[8]。2024年3月にオープンし、連載のその後を描いた読み切り「世田谷イチ古い洋館の家主になったよ！」を同誌で発表[9]。

## 作品リスト
- BOY 全2巻
- カーニバル 全1巻
- さようなら…あなた 全1巻
- 1億1千万のわたし 全1巻
- あざやかな星たち（マーガレットコミックス）全2巻
- スカイブルーへようこそ 全1巻
- ゴーストタウンに星が降る 全1巻
- ダンディーとわたし 全9巻 ※1991年映像化。主演：本田美奈子、ISSAY、中山秀征
- 天才柳沢教授の生活（『モーニング』、講談社）既刊34巻
  - 天才柳沢教授 孫・華子との生活 Special Short Short（『朝日新聞』東京本社版夕刊）※上記のスピンオフ作品
- 不思議な少年（『モーニング』→『モーニング・ツー』→『モーニング』、講談社）既刊9巻
- ランド（『モーニング』、講談社）全11巻
- ツイステッド・シスターズ（『モーニング』、講談社）既刊8巻
- ハイスクール・コネクション 全4巻
- ゴースト・ラプソディー（講談社漫画文庫・全2巻、ヤングユーコミックス・全4巻）
- 摩天楼のバーディー 全8巻
- ガールフレンズ（ヤングユーコミックスワイド版、集英社）
- 天使みたい -ガールフレンズ- 1（クイーンズコミックス、集英社）
- 白い花 紅い華 -ガールフレンズ- 2（クイーンズコミックス、集英社）
- ふたりでお茶を 全1巻
- グラサンららばい（マーガレットコミックス）全2巻
- 寿町美女御殿（『YOU』、集英社）全4巻
- 数寄です!（『YOU』、集英社）全3巻
  - 続 数寄です!  全2巻
- 世田谷イチ古い洋館の家主になる（『グランドジャンプ』、集英社） 全3巻

### アンソロジー
- 東日本大震災チャリティー漫画本 PARTY! HANA[注 1][10]（2011年8月5日発売[11]、メディアパル、ISBN 978-4-89610-201-7）
  - 天才柳沢教授の生活 番外編[12]

## その他の活動
- 講談社漫画賞・選考委員 - 第39回（2015年）から第41回（2017年）まで

## 関連番組
- BSマンガ夜話「天才柳沢教授の生活」（2000年7月31日、NHK BS2） - 本人出演なし。ゲストは東野幸治と山田五郎。
- 浦沢直樹の漫勉（2014年11月9日[13]、2017年11月2日、NHK）[14]

## 関連人物
- 蔵田徹也
- 古瀬大六（父親）